# Paul Deschanel
Paul Deschanel, född 13 februari 1856, död 28 april 1922, var en fransk författare, publicist och politiker. Han var son till Émile Deschanel.
Efter universitetsstudier anställdes Deschanel 1876 som sekreterare hos inrikesministern Émile de Marcère och blev 1877 sousprefekt i Dreux. 1885 valdes han till deputerade för Eure-et-Loir och började därmed en långvarig och glänsande parlamentarisk bana. Deschanel specialiserade sig på koloniala och utrikespolitiska frågor. Distingerad till utseende och uppträdande, med vidsträckta intellektuella intressen och grundliga kunskaper, elegant talare och sällskapsmänniska, syntes han - utan att därför vara ämne till någon mer betydande statsman - predestinerad till republikens högsta värdigheter.
Redan 1896 valdes han till en av deputeradekammarens vicepresidenter och var 1898-1902 och 1912-20 dess president. På denna krävande post ådagalade han en diskret takt, som utjämnade partikonflikter, och en sällspord representativ förmåga. Vid upprepade tillfällen lanserades hans kandidatur till republikens president, och det var säkert för Deschanel själv en bitter besvikelse, att han först så sent som 1920 blev vald därtill, då hans fysiska krafter redan var undergrävda och han redan efter några månader i september samma år fick lov att dra sig tillbaka från sin post och uppsöka vilohem.
Det torde inte heller ha varit honom helt angenämt, att han om inte formellt så i realiteten kom att uppträda som motkandidat till Georges Clemenceau. År 1921 valdes han till senator. Deschanel utgav ett stort antal skrifter och blev 1899 medlem av Franska akademien, vilken tidigare prisbelönat flera av hans böcker. Bland hans skrifter märks La question du Tonkin (1883), La politique français dans i'Océan pacifique (1888), Figures littéraires (1888), Figures de femmes (1889), Figures littéraires (1889), Questions actuelles (1891), La décentralisation (1895), La question sociale (1898), L'organisation de la démocratie (1910), samt Gambetta (1919) om Léon Gambetta.

## Utmärkelser
- Storkors med kedja av Karl III:s orden,  19 oktober 1905[8]
- Kungliga Serafimerorden,  17 april 1920[9]
- Storkorset med kedja av Finlands Vita Ros orden,  19 april 1920[10]
- Storofficer av Meschidie-orden
- Storkorsriddare av Sankt Mauritius och Sankt Lazarusorden
- Annunziataorden
- Hederslegionens stormästare
- Storkors av Hederslegionen

[Redigera Wikidata]